# Riemvissen
Riemvissen (Regalecidae) vormen een familie uit de orde van de koningsvissen. Riemvissen komen overal voor in het open water van de oceanen. De vissen kunnen zeer lang worden, de ('gewone') riemvis tot 11 meter. De vissen hebben geen aarsvin, wel een zeer lange rugvin die voor op de kop begint. De eerste acht tot tien vinstralen van de rugvin zijn helder rood gekleurd en opvallend lang. De vissen hebben kleine ogen en geen tanden.

## Geslachten
- Agrostichthys Phillipps, 1924
- Regalecus Ascanius, 1772